# Dominikanerkirche St. Blasius (Regensburg)
Die Dominikanerkirche St. Blasius mit den ehemaligen Klostergebäuden befinden sich im Zentrum der westlichen Altstadt von Regensburg und liegt auf einem großen Areal, das durch die von Nord nach Süd verlaufende Gasse Am Ölberg von der Dreieinigkeitskirche getrennt wird. Die Dominikanerkirche liegt entlang der von Ost nach West verlaufenden Predigergasse. Der Eingang in die Dominikanerkirche befindet sich am vorgelagerten Albertus-Magnus-Platz, der in den westlich anschließenden Bismarckplatz übergeht. Im Süden grenzen die ehemaligen Klostergebäude an den Ägidienplatz, der über den Beraiterwegzu erreichen ist.
Die Gebäude von Kirche und Kloster wurden in einer mehr als hundertjährigen Bauzeit, beginnend 1229, als Kirche des 1215 gegründeten Dominikanerordens errichtet und diente bis zur Aufhebung des Klosters im Zuge der Säkularisation als Klosterkirche, unterbrochen nur für einige Jahrzehnte als Folge der Reformation im 16. Jahrhundert. Die Kirche zählt zu den Hauptwerken der Frühgotik in Deutschland und ist eine der größten Kirchen der Dominikaner. Sie ist zweimal so hoch, wie es die damaligen Gebräuche des Ordens für den Bau von Bettelordenskirchen vorschrieben. Der übergroße Bau führte im Laufe der Jahrhunderte zu großen statischen Problemen, die man seit Beginn des 20. Jahrhunderts zu beheben versuchte. Da die Verbesserung der Statik jahrelange nicht gelang, blieb die Dominikanerkirche für mehrere Jahre geschlossen und wurde erst im Februar 2024 wieder zugänglich.
Die Kirche ist heute Kongregationskirche der Marianischen Männer-Congregation Regensburg.
Jeden Sonntagabend feiert die Katholische Hochschulgemeinde (KHG) um 20:00 Uhr die Hl. Messe.

## Bau und Ausstattung

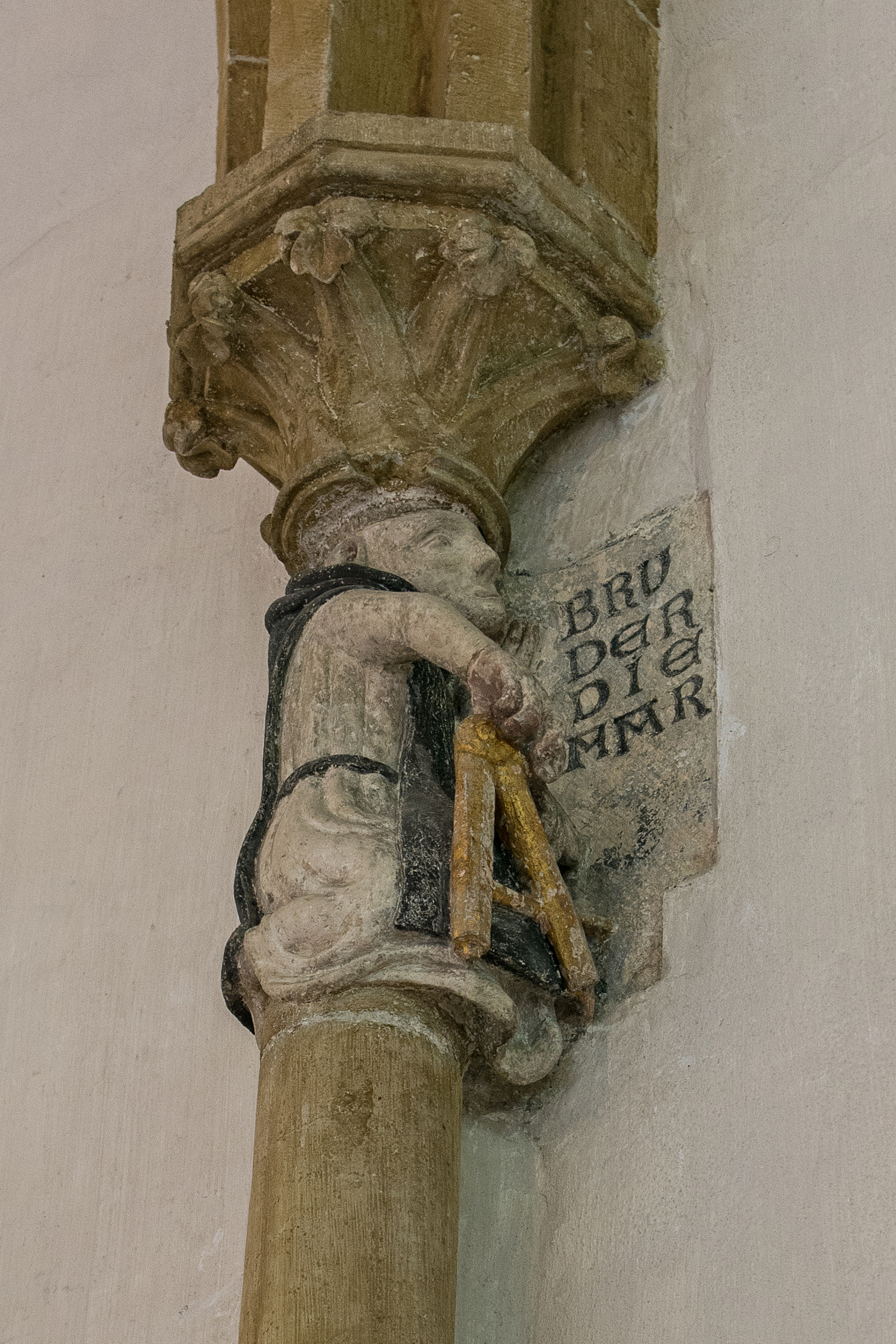
Bruder Diemar

Die betont schlichte Kirche ist eine mächtige dreischiffige gotische Basilika ohne Querschiff, 73 m lang und 25 m breit. Wie bei Bettelordenskirchen üblich, fehlt ein hoher Kirchturm, jedoch ist das vorhandene Dachtürmchen mehr als ein einfacher Dachreiter. Das Langhaus besitzt sechs Joche. Der nach Osten vorspringende Hauptchor mit vier Jochen wird auf beiden Seiten von Seitenchören mit je drei Jochen flankiert. Die Langschiffe sind mit Kreuzrippengewölben ausgeführt.
Ein ursprünglich vorhandener Lettner wurde entfernt, so dass der Blick heute vom Portal bis zum Hauptchor geht. Altar und Kanzel wurden im Zuge der Regotisierung 1869 geschaffen. Im Nordchor befindet sich ein zweites Portal mit einem Rosettenfenster. Besonders auffallend sind die Figuren, die die Dienste auf den Dienstkapitellen abstützen. Die östlichste Dienstfigur zeigt einen knienden Mönch in der umgürteten Kutte der Dominikaner. Die rechte Hand trägt ein Richtscheit und einen großen Zirkel als Attribut seiner Tätigkeit als Bauleiter beim Bau der Kirche. Neben der Figur in einem Quader befindet sich die Aufschrift „Bruder Diemar“. Am östlichen Strebepfeiler stammen mehrere Tier-Skulpturen aus der Zeit um 1280.

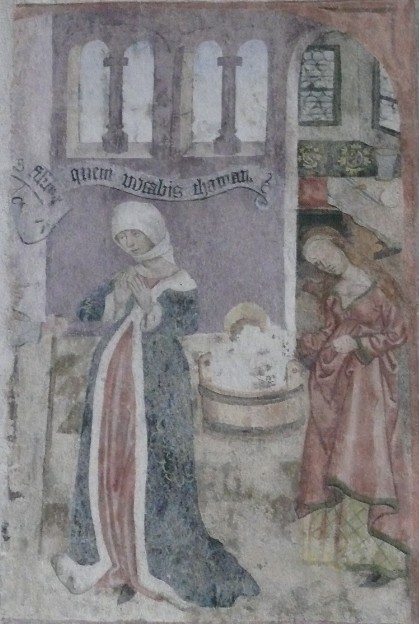
Fresko

Durch eine Nische gegenüber mit einem nachträglich eingearbeiteten Durchstich zum Chor war es den von den Dominikanern betreuten Beginen möglich, dem Gottesdienst im Chor zu folgen. Der Chor ist mit Chorgestühl aus dem späten 15. Jahrhundert ausgestattet. Die Wände über und hinter dem Gestühl tragen Fresken aus dem frühen 14. und späten 15. Jahrhundert. Im Südschiff befindet sich ein neugotischer Durchgang zur Sakristei. Dort schließt sich der Kreuzgang aus dem 13. Jahrhundert an. Ein 16-teiliges Fresko am Westende auf der Südmauer stammt aus dem 15. oder 16. Jahrhundert, ein Büstenreliquiar von Albertus Magnus in einem Seitenaltar aus dem ausgehenden 17. Jahrhundert.
Die Höhe der Kirche und die fehlenden Innenverstrebungen der Wände hatten schon im 17. Jahrhundert dazu geführt, dass die hohen Seitenwände durch die einwirkende Dachlast auseinander gedriftet waren. Versuche, das Auseinanderdriften der Wände durch den Einbau eines zweiten Dachstuhls zu stoppen, schlugen fehl und wurden im 19. Jahrhundert rückgängig gemacht. Seit 2015 wird das Konzept verfolgt, den bestehenden Zustand durch den Einbau von Stahlseilen und Stahlträgern zu stabilisieren.

## Orgel

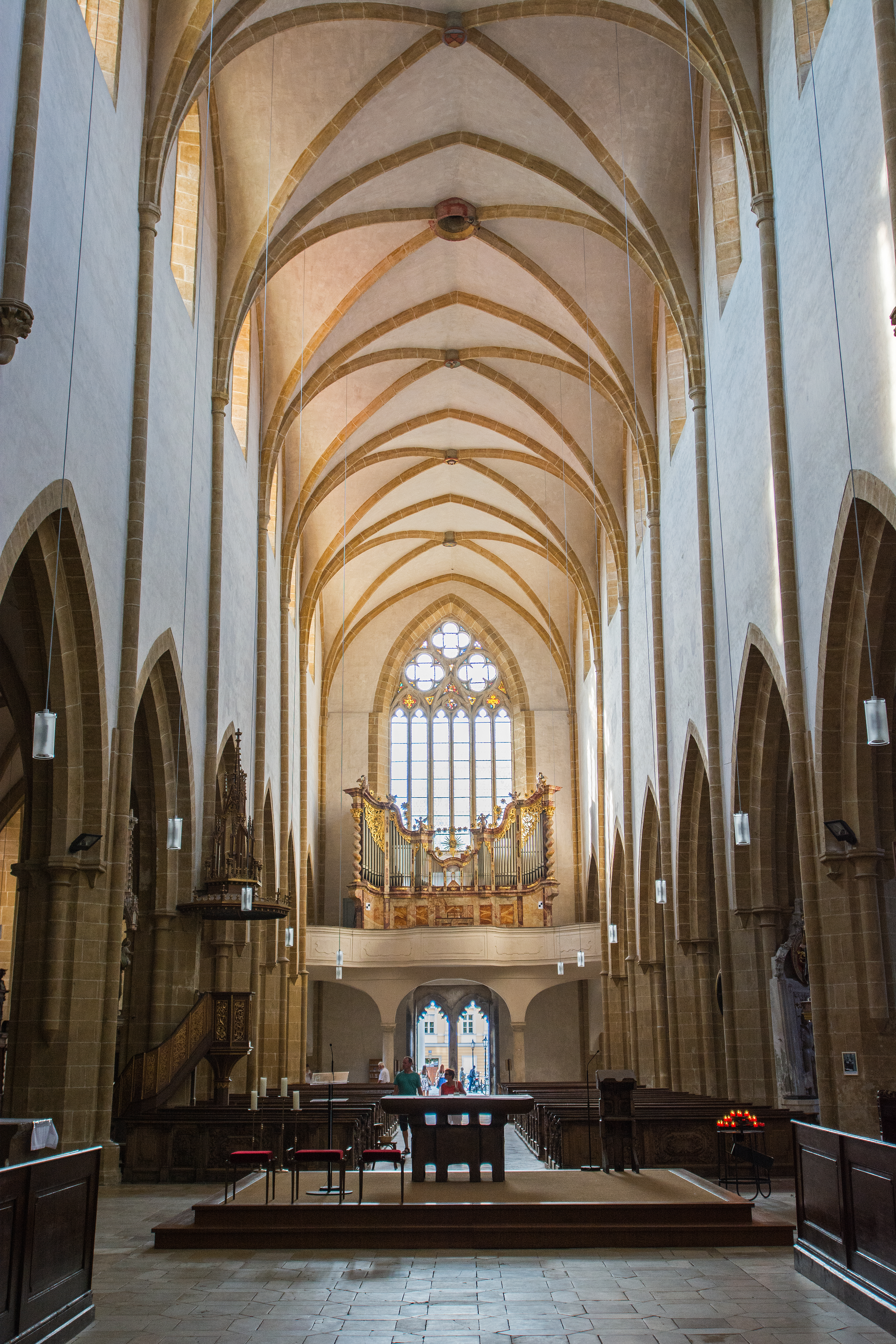
Langhaus

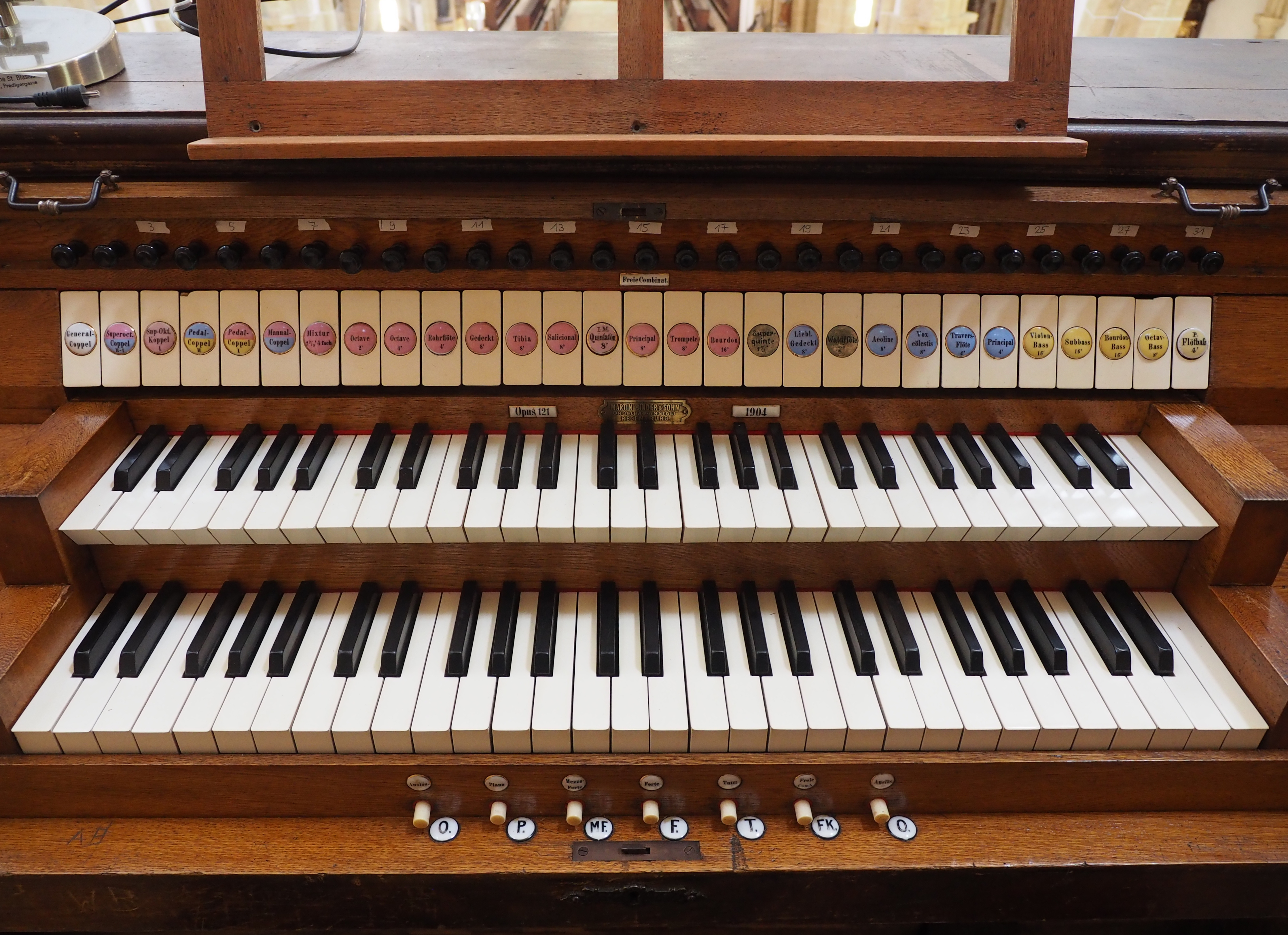
Spieltisch

Über dem Eingangsportal befindet sich eine barocke Empore mit einem barocken Orgelgehäuse von Johann Konrad Brandenstein um 1727. Es wurde geschickt konzipiert, um das gotische Fenster mit dem filigranen Maßwerk nicht zu verdecken. Das kleine Mittelfeld besteht aus winzigen Orgelpfeifen, die eine Raumarchitektur vortäuschen. Vermutlich beherbergte die Anlage ursprünglich ein einmanualiges Werk auf 8′-Basis. Das heutige Werk stammt von Willibald Siemann aus dem Jahr 1904, erbaut als Opus 146 mit 22 Registern auf zwei Manualen und Pedal mit pneumatischen Kegelladen. 1947 wurde es von Eduard Hirnschrodt umgebaut und klanglich dem Zeitgeschmack angepasst. Die Orgel mit einem original erhalten Zungenregister ist eine Besonderheit in der Firmengeschichte. Die heutige Disposition lautet:
| I. Manual C–f3 |            |       |
| 1.             | Bourdun    | 16′   |
| 2.             | Principal  | 8′    |
| 3.             | Tibia      | 8′    |
| 4.             | Gedeckt    | 8′    |
| 5.             | Quintatön  | 8′    |
| 6.             | Salicional | 8′    |
| 7.             | Oktave     | 4′    |
| 8.             | Rohrflöte  | 4′    |
| 9.             | Oktave     | 2′    |
| 10.            | Mixtur IV  | 1 ⁄3′ |
| 11.            | Trompete   | 8′    |

| II. Manual C–f3 |                |       |
| 12.             | Liebl. Gedeckt | 8′    |
| 13.             | Aeoline        | 8′    |
| 14.             | Vox coeleste   | 8′    |
| 15.             | Principal      | 4′    |
| 16.             | Traversflöte   | 4′    |
| 17.             | Waldflöte      | 2′    |
| 18.             | Spitzquinte    | 1 ⁄3′ |

| Pedal C–d1 |            |     |
| 19.        | Subbaß     | 16′ |
|            | Bourdonbaß | 16′ |
| 20.        | Violonbaß  | 16′ |
| 21.        | Oktavbaß   | 8′  |
| 22.        | Flötbaß    | 8′  |

- Koppeln: II/I, I/P, II/P

Suboktavkoppeln: II/I
Superoktavkoppeln: II/I
- Spielhilfen: drei Feste Kombinationen, automatisches Pianopedal

## Geschichte

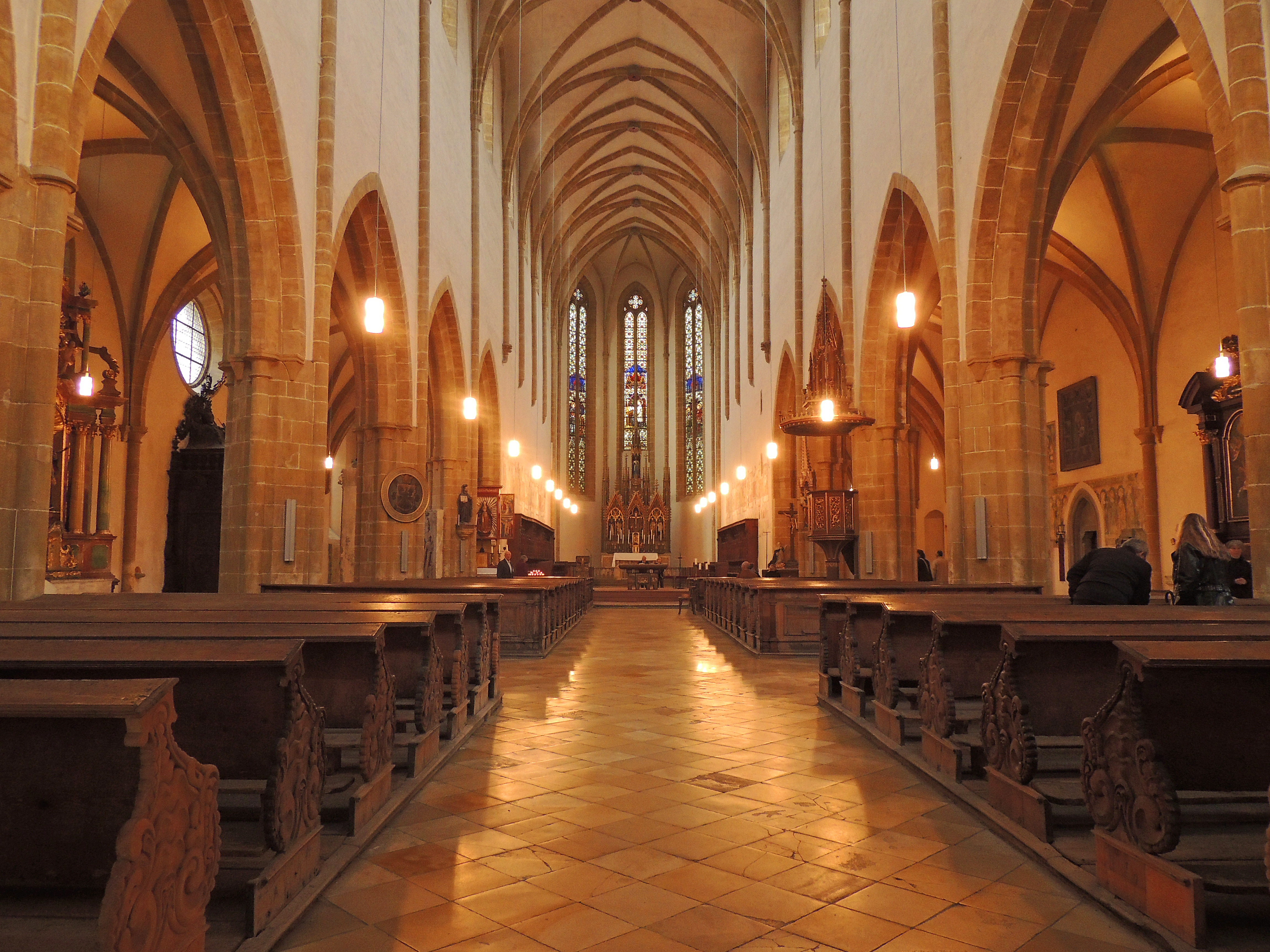
Langhaus

Im Jahr 1229 wurden die Dominikaner vom Regensburger Bischof Siegfried, einem Anhänger von Kaiser Friedrich II., nach Schenkung einer Eigenkirche samt Hofstätten mit Grund und Boden nach Regensburg gerufen. Nach Trier, Koblenz, Straßburg und Magdeburg begann der Orden hier sein fünftes Kloster auf deutschem Boden zu errichten. Ausgangspunkt war der Bau der Kirche am westlichen Stadtrand von Regensburg innerhalb der damaligen, im 10. Jahrhundert erbauten: Arnulfinischen Stadtmauer. Um den Kirchbau gruppierten sich im Laufe der folgenden Jahre weitere Bauten des Klosters und Hofstätten. Es entstand ein geschlossenes Klosterareal, was dazu führte, dass die Stadt Regensburg 1306 dem Orden den Erwerb weiterer Grundstücke verbot. Wie die anderen Bettelorden unterlagen auch die Dominikaner nicht der bischöflichen und der städtischen Gerichtsbarkeit und erfreuten sich großer Beliebtheit bei der Bevölkerung, von der sie materielle und finanzielle Hilfe erhielten.
In den Anfangsjahren der Gründung hatte die Anwesenheit von Albertus Magnus einen besonderen Stellenwert. Der Gelehrte wirkte von 1237 bis 1240 als Lektor im Konvent und war von 1260 bis 1262 Bischof von Regensburg. Mit dem Aufbau einer Bibliothek wurde er zum Mitbegründer der wissenschaftliche Bedeutung des Klosters. Die Bibliothek wurde in der Glanzzeit des Klosters nach 1350 in Regensburg nur übertroffen von den Klosterbibliotheken von St. Emmeram und Prüfening. Im späten 15. Jahrhundert zählte das Kloster mit 49 Konventualen zu den größten Dominikanerklöstern im Reich. In die darauf folgende Zeit der beginnenden Reformation und der Vertreibung der Juden aus Regensburg fiel das Begräbnis des Reichshauptmanns Thomas Fuchs von Wallburg in der Dominikanerkirche, dessen Grabstätte mit einem Epitaph geschmückt wurde.

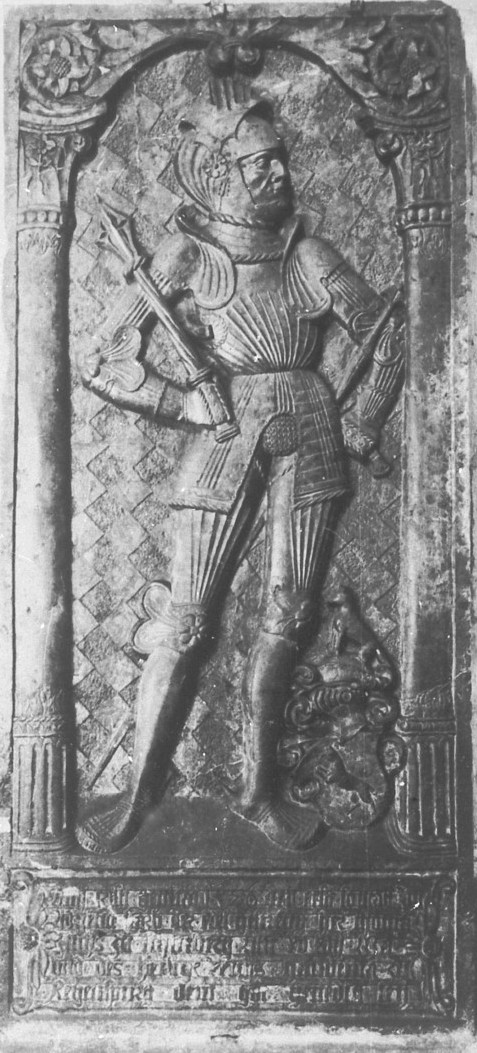
Thomas Fuchs, Grabplatte in der Dominikanerkirche St. Blasius Jörg Gartner

In der Zeit der Reformation kam es ab 1542 zu einem finanziellen Niedergang des Klosters und zur Abwanderung von Ordensmännern, weil viele der bisherigen testamentarischen Vermächtnisse und sonstige Gaben der Bürger ausblieben. Wegen des Mangels an protestantischen Kirchen und wegen starker Nachfrage nach protestantischem Gottesdienst wurde auf Beschluss des Rates der Stadt Regensburg nach 1563 die von den meisten Mönchen verlassene Dominikanerkirche als Simultankirche genutzt. Das Langhaus stand für die Gottesdienste der Protestanten zur Verfügung, der durch Vorhang abgetrennte Chorbereich wurde den im Dominikanerkloster verbliebenen Mönchen überlassen. Im Zuge der Rekatholisierung am Beginn des Dreißigjährigen Krieges ließen die Dominikaner 1626 die gemeinsame Nutzung ihrer Kirche durch den Reichshofrat untersagen. Eine Übergangszeit wurde nur bis 1628 gewährt. Daraufhin beschloss der Rat der Stadt Regensburg im Februar 1627 die Nutzung der Dominikanerkirche für protestantische Gottesdienste gegen Zahlung einer Entschädigung von 6000 Gulden aufzugeben. Als Ersatz wurde mit dem Bau der Dreieinigkeitskirche begonnen, die Ende des Jahres 1631 fertiggestellt war. Während der schwedischen Besetzung von Regensburg im Dreißigjährigen Krieg kam es zu Einquartierungen in der Kirche, zu weiteren finanziellen Verlusten und baulichen Zerstörungen. Das Kloster verfiel mehr und mehr und wurde 1806 in der Regierungszeit von Fürstbischof Carl Theodor von Dalberg im Zuge der Säkularisierung aufgelöst. Die Kirche wurde 1810 Kongregationskirche der Marianischen Männerkongregation. 1966 bis 1971 erfolgten in der Kirche Restaurierungsarbeiten, die am Beginn des 20. Jahrhunderts fortgesetzt wurden, seit 2015 erneut begonnen haben und 2023 noch andauerten.

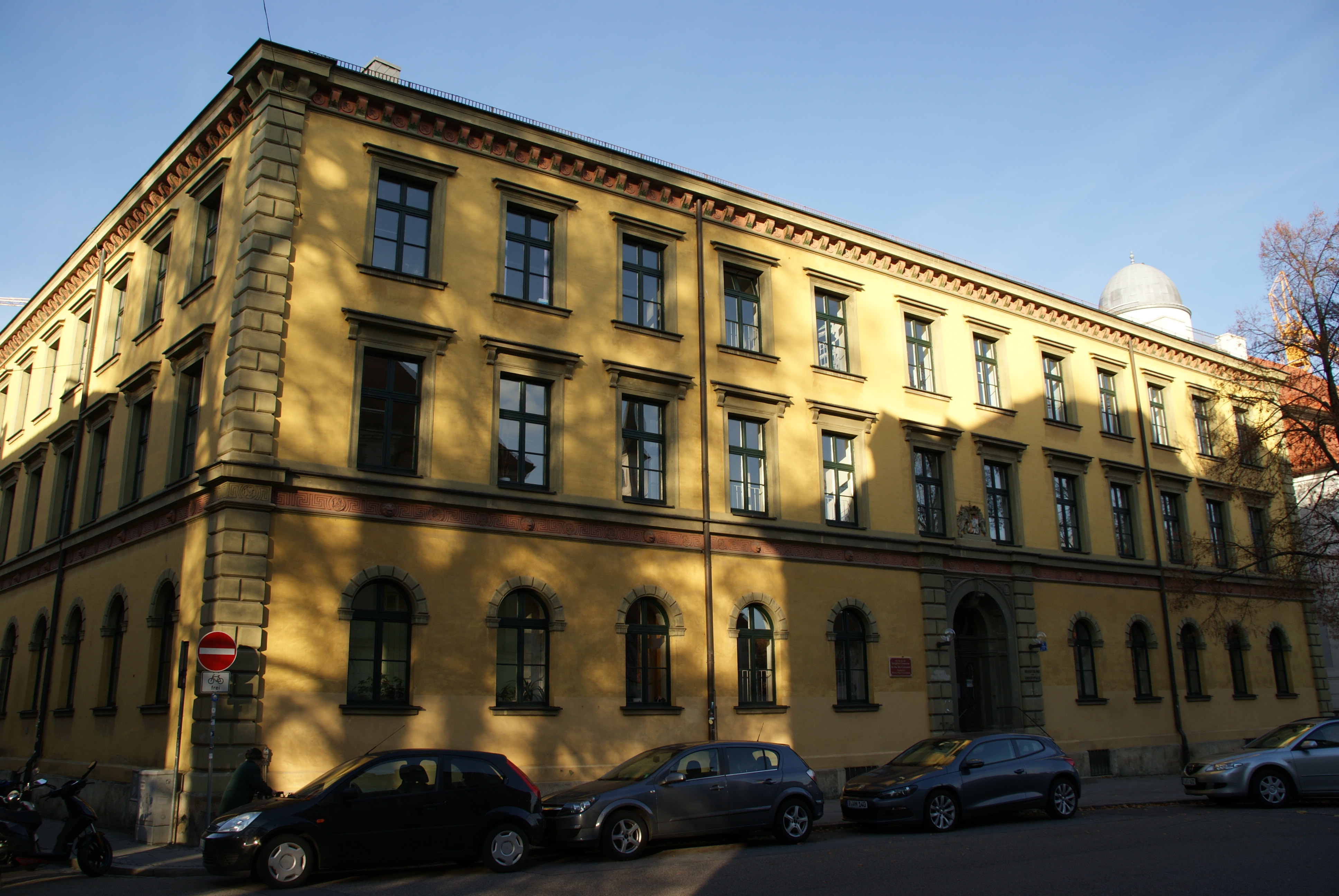
Gebäude Ägidienplatz 1 (2010)

Nach Auflösung des Klosters wurde in den leer stehenden Räumen des Klosters zunächst eine höhere Schule zur Ausbildung von katholischen Priestern untergebracht, das Königlich-Bayerische Lyzeum. Aus dem Lyzeum entwickelte sich die Philosophisch-theologische Hochschule Regensburg und aus ihr entstand die Katholisch-Theologische Fakultät der Universität Regensburg, die bis zur Fertigstellung der Gebäude der Universität im Jahr 1973 in den Räumen des Klosters untergebracht blieb. Nicht mit dem Lyzeum verwechselt werden darf das Königlich-Bayerische Gymnasium, das 1875 auf dem südlichen Außenbereich des Klostergeländes am Ägidienplatz einen Neubau bezog. Dieses Gymnasium nannte sich ab 1880 Altes Gymnasium, wurde 1962 in Albertus-Magnus-Gymnasium umbenannt und bezog 1965 einen Neubau im Stadtwesten.

## Kloster
Vom mittelalterlichen Kloster sind der Kreuzgang und ein früherer Hörsaal mit mittelalterlichen Lehrstühlen für Professoren und Assistenten erhalten, der heute als Albertus-Magnus-Kapelle dient.